# Aerico
Aerico (grego: αγερικό ou αερικό) era, no folclore grego, um demônio que trazia doenças. Acredita-se que ele vivia no ar de forma indetectável, embora, algumas vezes, tivesse forma humana. Como um demônio causador de doenças, acredita-se que Aerico espalhasse pragas como as pestes e a malária..